# Conte Otto Vermis
Il Conte Otto Vermis è un personaggio immaginario dell'universo dei fumetti Marvel.

## Storia
Era a capo della branca europea dell'HYDRA. La sua sola apparizione risale a Marvel Spotlight 32 (febbraio 1977), lo stesso albo in cui debuttò la Donna Ragno.
Vermis reclutò Jessica Drew, che all'epoca si faceva chiamare Arachne, in un periodo in cui lei soffriva di amnesia e non aveva nessun indizio sul suo passato. In seguitò la manipolò facendola innamorare dell'agente Jared e usandola per uccidere Nick Fury.
Vermis promise a Jessica di aiutarla a fare luce sul suo passato, e le sue intenzioni si rivelarono sincere, ma purtroppo incomplete e sfuorvianti. Solamente in punto di morte rivelò a Jessica cosa aveva scoperto.
In una storia ambientata in una realtà alternativa, apparsa su un albo della serie What If...?, Vermis sopravvive ma è catturato dagli agenti dello S.H.I.E.L.D.. Inoltre in questa realtà la Donna Ragno è una criminale.